# Katonás Gergely
Katonás Gergely (Budapest, 1980. február 22. –) magyar válogatott vízilabdázó. Jobbkezes, többnyire szélső poszton szerepel, de centerként is bevethető.

## Pályafutása
Első nagy sikerét már fiatalon, tizenkilenc éves korában ünnepelhette, hiszen az Újpesttel szoros mérkőzésen felülmúlták a görög Patrász csapatát, és elhódították a LEN-kupát. A sikert követően a 
Vasashoz igazolt, és 2001-ig erősítette a piros-kék gárdát. Az itt töltött két bajnoki év alatt kétszer is LEN-kupa-elődöntőt játszott, de míg 2000-ben a Pescara, egy évvel később a Mladost Zagreb ütötte el a döntőtől az angyalföldi pólósokat. Míg a nemzetközi kupákban kitűnően szerepelt, a bajnokságban csak 4. helyezést ért el. Gyógyírt a 2001-es Magyar Kupa-trófea elhódítása jelentett, a döntőben Somossy József legénysége 7–5-ös arányban múlta felül a szegedi pólósokat.
2001-ben a Ferencvároshoz igazolt, majd 2002-ben csatlakozhatott Kemény Dénes olimpiai címvédő csapatának keretéhez. A 2002-es belgrádi világkupán tagja volt az ezüstérmes, illetve a 2003-as kranji Európa-bajnokságon bronzérmet szerzett csapatnak is.
2003-ban ízlelt bele a légiós élet szépségeibe, és az olasz Chiavari Nuotó-hoz szerződött. Mindössze egy év után tért vissza a Népligetbe, de a nemzeti csapatban kegyvesztett lett. 2006-ban újra egy olasz csapathoz, az RN Salernó-hoz írt alá, ahol újra csak egy bajnoki évet töltött. 2007-ben a Vasashoz tért vissza, az angyalföldi csapattal 2008-ban, 2009-ben és 2010-ben bajnoki címet, 2009-ben Magyar Kupa-győzelmet ünnepelt.
Nyolc év után, 2011-ben térhetett vissza a nemzeti csapatba, majd a 2012-es eindhoveni Európa-bajnokságon bronzérmet szerzett.

## Sikerei
Klubcsapatokkal
- LEN-kupa-győztes (1999 – UTE-Office and Home)
- Magyar vízilabda-bajnokság
  - aranyérmes: 2008, 2009, 2010, 2012
  - ezüstérmes: 2011
- Magyar Kupa-győztes (2001, 2009 – Vasas-Plaket, TEVA-Vasas-Plaket)

Válogatottal
- Európa-bajnokság
  - bronzérmes (Kranj, 2003 és Eindhoven, 2012)
- Ifjúsági Európa-bajnokság
  - győztes: 1997